# 候城县
候城县，中国古县名。
西汉置，治所在今辽宁省沈阳市东南古城子，一说即今沈阳市旧城区。为辽东郡中部都尉治。东汉永初元年（107年）改属玄菟郡。三国曹魏时废。 